# Salterio dei Sidney
Il Salterio dei Sidney è una traduzione in inglese del Libro dei Salmi realizzata da Philip e Mary Sidney tra il 1580 (o 1585) e il 1594.

## Composizione
L'invenzione della stampa a caratteri mobili e la riforma protestante favorirono una massiccia opera di traduzione della Bibbia nelle principali lingue europee durante il XVI secolo. La traduzione dei salmi, in particolare, aveva sollevato questioni sulla miglior resa stilistica nelle lingue nazionali: la metrica ebraica basata sul parallelismo semantico non era ancora stata compresa dagli studiosi dell'epoca, così diverse traduzioni in inglese furono realizzate in prosa. Tuttavia Calvino, Lutero e altri riformatori protestanti credevano nell'utilità delle traduzioni in versi dei salmi: le traduzioni metriche avrebbero potuto essere musicate più facilmente, diventando inni da cantare durante le cerimonie religiose, ma anche utili strumenti per la diffusione delle nuove dottrine. In diversi Paesi protestanti, la traduzione dei salmi faceva parte del processo attraverso cui umanisti e scrittori tentavano di creare una letteratura nazionale e, allo stesso tempo, la traduzione di opere poetiche presenti nella Bibbia, quali appunto i salmi, permetteva ai poeti di confutare le accuse di frivolezza mosse contro la poesia da puritani e religiosi intransigenti. Nell'Inghilterra Tudor, diversi poeti di rilievo si erano cimentati nella traduzione poetica di alcuni salmi, tra cui Thomas Wyatt (salmi penitenziali), George Gascoigne (Salmo 130) ed Henry Howard, conte di Surrey.
Prima della sua morte in guerra nell'autunno 1586, Philip Sidney aveva tradotto i primi quarantatré salmi. Non è chiaro quando avrebbe intrapreso la stesura dell'opera, se nei primissimi anni 1580 o, come sostiene Katherine Duncan-Jones, intorno al 1585. Dopo la morte del fratello, Mary Sidney, contessa di Pembroke, avrebbe portato a compimento l'opera, traducendo i restanti centosette salmi e revisionando le traduzioni (o metafrasi) composte da Philip. Nessuno dei due Sidney padroneggiava l'ebraico (per quanto Mary ne avesse almeno appreso i rudimenti), quindi la loro versione dei salmi si basava su traduzioni e commentari biblici in latino, inglese e francese. La Bibbia di Ginevra (con il suo massiccio apparato critico) fu alla base del progetto, a cui si andarono ad aggiungere le traduzioni in prosa dal Libro delle preghiere comuni e la traduzione in francese realizzata da Clément Marot e corredata dal commento di Teodoro di Beza. Furono anche influenzati dai commentari in latino scritti da Calvino (tradotto in inglese nel 1571 da Arthur Golding), Giovanni Emmanuele Tremellio, Viktor Strigel e François Vatable, nonché dalle traduzioni presenti nella Bibbia dei Vescovi, nei salteri di Robert Crowley, Matthew Parker e Thomas Sternhold (il primo autore di un salterio metrico in inglese), dalle traduzioni inglesi di Gascoigne ed Anne Locke e da quella latina di George Buchanan.
Samuel Daniel, che visse a Wilton House tra il 1592 e il 1594 in veste di precettore di Anne e William Herbert, lodò la contessa nella prefazione della sua silloge Delia (1594), congratulandosi con lei per aver completato la stesura dei salmi, ma non è chiaro se si trattasse di una prima bozza completa o del manoscritto finale. L'opera era sicuramente completa nel 1599, quando una bella copia dei salmi fu preparata per essere donata ad Elisabetta I d'Inghilterra in occasione di una visita reale a Wilton, poi annullata.

## Metrica
L'opera è caratterizzata da una grandissima varietà metrica, stilistica e prosodica, tale da renderla un autentico canzoniere e da essere definita da Hallett Smith "a School of English Versification". Il salterio include tutti i centocinquanta salmi e, contando individualmente le ventidue strofe (tutte metricamente differenti le une della altre) del lungo salmo 119, si arriva a 172 componimenti poetici individuali: quasi ognuno di essi è metricamente diverso dagli altri, dato che i Sidney ripetono la stessa forma poetica soltanto tre volte e, solo in una singola occasione, sia il verso che la strofa vengono ripetuti in maniera identica. Per quanto riguarda i piedi, i Sidney utilizzano sia giambi che trochei, piuttosto rari nella poesia inglese dell'epoca. I due poeti attinsero dai generi e dalle forme della poesia inglese ed europea, spaziando dalla rhyme royal (51, 63) al common metre (19), dalla terza rima (7, 30) all'ottava rima (78), dal sonetto spenseriano (100) a quello sidneyano (150) e all'acrostico (117). Mary Sidney, in particolare, aveva un marcato interesse per la metrica classica, come traspare dal suo uso di endecasillabo faleci (121), esametri (122), strofe saffiche (125) e versi anacreontici (127).

## Circolazione e stampa
Inizialmente Mary Sidney limitò la circolazione dei manoscritti tra parenti e consanguinei, come John Harington, Mary Wroth e George Herbert. Tuttavia, entrò la metà del XVII secolo la circolazione manoscritta dei salmi era ormai ampiamente diffusa e l'impatto del salterio dei Sidney era evidente sia nella poesia religiosa inglese contemporanea che nelle successive traduzioni dei salmi realizzate da John Milton, Thomas Carew, Francis Davison e Phineas Fletcher.
L'opera fu data alle stampe solamente nel 1823, in una tiratura limitata di duecentocinquanta copie.